# Neue Werkkunst

Titelseite des Bandes Arbeiten von Benno Franz Moebus der Reihe Neue Werkkunst

Unter dem Titel „Neue Werkkunst“ erschien zwischen 1925 und 1932 im Friedrich Ernst Hübsch Verlag, Berlin, Leipzig und Wien, eine vielbändige Reihe von Monografien über zeitgenössische Architekten. Neben Vertretern des Neuen Bauens sind auch konservativere Strömungen repräsentiert.
Die Monografien zeichneten sich durch qualitätsvolle Verarbeitung aus und hatten nur geringe Auflagen. Von 1997 bis 2002 wurden einige Bände der Reihe als Reprint im Architekturverlag Gebr. Mann, Berlin, neu aufgelegt.
Parallel erschien im Friedrich Ernst Hübsch Verlag von 1927 bis 1932 die inhaltlich und optisch ähnlich gestaltete Reihe Neue Stadtbaukunst, die in jedem Band jeweils eine Stadt und ihre aktuellen Bauprojekte vorstellt.

## Bände
- Albinmüller, mit einer Einleitung von Erich Feldhaus, 1929
- Curt am Ende, mit einer Einleitung von Martin Richard Möbius, 1929
- Josef Bachem, mit einer Einleitung von Ernst Meunier, 1931 (2001)
- Kurt Bärbig, mit einer Einleitung von Martin Richard Möbius, 1930
- Hermann Bartsch, mit einer Einleitung von Martin Richard Möbius, 1931
- Wilhelm Beckmann, mit einer Einleitung von Paul Girkon, 1929
- German Bestelmeyer
  - mit einer Einleitung von Fritz Stahl, 1928
  - mit einer Einleitung von Werner Hegemann, 1929
- Hermann Billing, mit einer Einleitung von K. Martin, 1930
- Dominikus Böhm, Professor an den Kölner Werkschulen, mit einer Einleitung von August Hoff, 1930
- Boswau & Knauer Aktiengesellschaft: Bauausführungen. Hoch-, Tief- und Eisenbetonbau, mit einer Einleitung von Hans Gerlach.
- Fritz August Breuhaus de Groot, mit Essays von Herbert Eulenberg und Max Osborn, 1929 (1999)
- Arnold Bruhn B.D.A., mit einer Einleitung von Martin Richard Möbius, 1930
- Bruno Buch, Industriearchitekt B.D.A., Neuzeitliche Industriebauten, mit einer Einleitung von Martin Richard Möbius, 1929
- Hans Claus, Regierungsbaumeister, Richard Schepke, Architekt B.D.A., mit einer Einleitung von Martin Richard Möbius, 1931
- Georg Diening & Söhne, Münster i. W., mit einer Einleitung von Martin Richard Möbius, 1932
- Heinrich L. Dietz, 1930
- Architekt Hermann Distel, in Arbeitsgemeinschaft mit Architekt A. Grubitz, mit einer Einleitung von Carl Anton Piper, 1929
- William Dunkel, 1929
- Emil Ebert, mit einer Einleitung von Hermann Heuß, 1929
- Eckenrath & Schurig, Architekten B.D.A. Dortmund, mit einer Einleitung von Paul Joseph Cremers, 1. Auflage 1928, 2. erweiterte Auflage 1930
- Theo Effenberger, mit einer Einleitung von Konrad Hahm, 1929 (2000)
- Architekt Albert Eitel, Stuttgart, mit einer Einleitung von Wolfgang Pfleiderer, 1928
- Adolf Engel, mit einer Einleitung von L. Jahn, 1929
- Otto von Estorff, Gerhard Winkler, Mitarbeiter: Hans von Estorff, Arbeiten aus den Jahren 1927–1931, mit einer Einleitung von Martin Richard Möbius, 1931
- Parkhotel Haus Rechen, Bochum, erbaut von Emil Fahrenkamp, mit einer Einleitung von Paul Joseph Cremers, 1929 (1999)
- Otto Fischbeck, Leipzig, mit einer Einleitung von Harald Wolff, 1930
- Alfred Fischer-Essen, Verwaltungsgebäude Ruhrsiedlungsverband Essen, 1930 (1998)
- Flerus und Konert Architekten Dortmund, mit einer Einleitung von Paul Joseph Cremers, 1931
- Robert Friedmann, mit einer Einleitung von Herbert Eulenberg, 1930 (2000)
- Friedmann und Weber, mit einer Einleitung von Fritz Hellwag, 1930
- Arch. B.D.A. Fritz Fuss, mit einer Einleitung von Eugen Lüthgen, 1927
- Gemeinnützige Beamten-Baugenossenschaft in Leipzig, 10 Jahre Planen und Bauen, 1922–1932, 1932
- Die Architekten Brüder Gerson, mit einer Einleitung von Werner Hegemann,
  - 1. Auflage, 1928
  - 2. erweiterte Auflage, 1929
- Die Österreichische Nationalbank und andere Arbeiten der Architekten ZV F. Glaser und R. Eisler (Ferdinand Glaser und Rudolf Eisler), vor 1928
- Alfred Grenander, mit einer Einleitung von Martin Richard Möbius, 1930 (2000)
- Ein moderner evangelischer Kirchenbau, Architekt B.D.A. Hans Heinrich Grotjahn, mit einer Einleitung von Johannes Herz, 1932
- Wilhelm Haller, mit einer Einleitung von Max Reimann, 1930
- Willibald Hamburger, Bad Kreuznach, mit einer Einleitung von Alfons Schmittgen, 1930
- Franz Heberer, mit einer Einleitung von Hermann Heine, 1929
- Max Heidrich, mit einer Einleitung von Martin Richard Möbius, 1930
- A. Hentschel, Architekt B.D.A., mit einer Einleitung von Martin Richard Möbius, 1929
- Curt Herfurth, mit einer Einleitung von Hermann Heine, 1928
- Hans Herkommer, mit einer Einleitung von Werner Hegemann, 1929
- G. Hochhaus: Siedlungen, mit einer Einleitung von Martin Richard Möbius, 1929
- Josef Hoffmann, mit einer Einleitung von Leopold Kleiner, 1927
- Clemens Holzmeister, mit einer Einleitung von Armand Weiser, 1927
- Hanns Hopp, Ein Architekt in Ostpreußen, mit einer Einleitung von Eugen Kurt Fischer, 1929 (1998)
- Horst und Strässle, mit einer Einleitung von Martin Richard Möbius, 1930
- Paul Huldschinsky, mit einer Einleitung von Stefan Grossmann, 1930
- Bruno Kalitzki, mit einer Einleitung von Leo Adler, 1929
- Oskar Kaufmann:
  - Oskar Kaufmann, Theaterbauten, mit einer Einleitung von Oskar Fischel, 1928 (1996)
  - Oskar Kaufmann, Villen und Inneneinrichtungen, mit einer Einleitung von Max Osborn, 1928
- Kaufmann und Wolffenstein, Architekten, Berlin, Neue Gaststätten, mit einer Einleitung von Max Osborn, 1930
- Theo Kellner und Felix H. Hinssen, Aus dem gemeinsamen Schaffen, mit einer Einleitung von Martin Richard Möbius, 1930 (2000)
- Ernst Kleemann, mit einer Einleitung von Reinhard Baars, 1930
- Klophaus, Schoch, zu Putlitz, mit einer Einleitung von Werner Hegemann, 1930
- Clemens Klotz und Josef Fieth, mit einer Einleitung von Karl With, 1930
- Ernst Knoblauch, mit einer Einleitung von Paul Joseph Cremers, 1929
- Koelliker & Springer, Hannover, mit einer Einleitung von Hermann Heine, 1928
- A. J. Koester, K. Beckmann, mit einer Einleitung von Martin Richard Möbius, 1930
- Otto Kohtz, mit einer Einleitung von Werner Hegemann, 1930 (1996)
- Ludwig Kozma, mit einer Einleitung von Ernst Kállai, vor 1928
- Jean Krämer, mit einer Einleitung von Max Osborn, 1927 (1999)
- Bernhard Kramer, Bielefeld, Mitarbeiter: Dipl.-Ing. Hans Thiele, mit einer Einleitung von Walter Goch, 1931
- Wilhelm Kreis, mit zwei Beiträgen von Wilhelm Kreis, 1927 (1997)
- Das Deutsche Hygiene-Museum in Dresden, Arch. Prof. Dr. Wilhelm Kreis, mit einem Geleitwort von Georg Seiring, 1930 (2001)
- Otto Kuhlmann, mit einer Einleitung von Martin Richard Möbius, 1932
- Architekturplastik, Bildhauer Richard Kuöhl, 1929 (1996)
- Michael Kurz, mit einer Einleitung von Georg Lill, 1929
- Otho Orlando Kurz und E. Herbert, mit einer Einleitung von Adolf Feulner, 1928
- Walter Lange, mit einer Einleitung von Martin Richard Möbius, 1931
- Heinz Lassen, Arbeiten 1925–1930, 1930
- Moritz Ernst Lesser, in Arbeitsgemeinschaft mit Leopold Stelten, mit einer Einleitung von Martin Richard Möbius, 1929
- Neuere Arbeiten von Alfred Liebig, mit einer Einleitung von Egbert Delpy, 1928
- Architekten Lossow & Kühne, Dresden, mit einer Einleitung von Werner Hegemann, 1930 (1998)
- Gebrüder Ludwigs D.W.B., Leopold Ludwigs, mit einer Einleitung von Albert Erich Brinckmann, 1929
- Hans Heinz Lüttgen (Kommentierte und mit einem Werkverzeichnis versehene Publikation eines 1932 für die Reihe Neue Werkkunst konzipierten, aber nie gedruckten Bandes) Köln 2011
- Werner March, mit einer Einleitung von Werner Hegemann, 1930 (2002)
- Fritz Mayer, mit einer Einleitung von Fritz Traugott Schulz, 1930*
- Metzendorf und Schneider, mit einer Einleitung von Paul Joseph Cremers, 1930
- Arbeiten von Benno Franz Moebus, mit einer Einleitung von Werner Hegemann, 1930
- Neues Bauen des Architekten Heinrich Mossdorf, Leipzig, 1932
- Architekten Nöcker, mit einer Einleitung von Martin Richard Möbius, 1932
- Móric Pogány – Träume eines Baumeisters, mit einem Geleitwort von Professor Max Reinhardt, 1926
- Pfeifer & Großmann, mit einer Einleitung von Paul Joseph Cremers, 1928
- Ernst Pietrusky, mit einer Einleitung von Fritz Stahl, 1927
- Pinno und Grund, mit einer Einleitung von Werner Hegemann, 1929
- Otto Prutscher, mit einer Einleitung von Max Eisler, vor 1928
- Puls und Richter, Architekten, Das neue Noraghaus und andere Bauten, mit Texten von Martin Richard Möbius, Herbert Eulenberg, E. Michel und Adolf Goetz, 1931
- Architekt Michael Rachlis, Räume, mit einer Einleitung von Max Osborn, 1929
- Fritz Riemann, Architekt B.D.A., Leipzig, mit einer Einleitung von Martin Richard Möbius, 1932
- Wilhelm Riphahn, mit einer Einleitung von Heinrich de Fries, 1927
- Bernhard Rotterdam, mit einer Einleitung von Johannes Schumacher, 1931
- Runge und Lenschow, mit einer Einleitung von Martin Richard Möbius, 1929
- Otto Rudolf Salvisberg, Neuere Arbeiten, mit einer Einleitung von Paul Westheim, 1927 (2000)
- Salz & Schmitz, mit einer Einleitung von Paul Joseph Cremers, 1929
- Neue Warenhausbauten der Rudolph Karstadt A.-G. von Architekt Philipp Schaefer, Hamburg, mit einer Einleitung von Werner Hegemann, 1930
- Johann Emil Schaudt, Architekt B.D.A., mit einer Einleitung von Max Osborn, 1931 (1996)
- Curt Schiemichen B.D.A., mit einer Einleitung von Rudolf Stegemann, 1929
- Arbeitsgemeinschaft der Architekten D.W.B. Carlo Schloenbach und Carl Jacobi, mit einer Einleitung von Gerth Schreiner, 1929
- Die Bauten der Gemeinde Wien am Fuchsenfeld, Architekten Heinrich Schmid, Hermann Aichinger, mit einer Einleitung von Armand Weiser, 1927
- Karl Schneider, Bauten, mit einer Einleitung von Heinrich de Fries, 1929 (2001)
- Otto Schulz, Kirchenbauten, mit einer Einleitung von Georg Jakob Wolf, 1929
- Fritz Schupp, Martin Kremmer, mit einer Einleitung von Kurt Wilhelm-Kästner, 1930 (1997)
- Otto Ernst Schweizer, mit einer Einleitung von Justus Bier, 1929
- Brüder Siebrecht (Karl, Albert, August), mit einer Einleitung von Max Osborn, 1928
- Curt Steinberg, mit einer Einleitung von Martin Richard Möbius, 1931
- Heinrich Straumer, mit einer Einleitung von Fritz Stahl, 1927
- Theodor Suhnel, mit einer Einleitung von Kurt Wilhelm-Kästner, 1929
- Wilhelm Sunder-Plassmann – Bauten früher und heute, 1929
- Max Taut, Bauten und Pläne, mit einer Einleitung von Adolf Behne, 1927 (2002)
- Tietmann & Haake, Architekten B.D.A., Düsseldorf, mit einer Einleitung von Hans Eitel, 1929
- F. Wagner-Poltrock, mit einer Einleitung von Eugen Kurt Fischer, 1927
- Wahl und Rödel, mit einer Einleitung von Paul Joseph Cremers, 1930
- A. M. Wassertheurer, mit einer Einleitung von Martin Richard Möbius, 1929
- Wethmar und Ostermann, Dipl.-Ing. Architekten, V.W.A., mit einer Einleitung von Martin Wackernagel, 1931
- Architekt Wichmann, Dresden, mit einer Einleitung von H. A. Fritzsche, 1929
- Fritz Wilms, Lichtspieltheaterbauten, mit einer Einleitung von Alfred Wedemeyer, 1928 (2000)
- Helmuth Wirminghaus, mit einer Einleitung von Paul Joseph Cremers, 1931
- Das Theater in der Josefstadt von Architekt ZV Regierungsrat Prof. Carl Witzmann, mit einer Einleitung von Armand Weiser, vor 1928
- Paul Zimmerreimer, mit einem Vorwort von Werner Hegemann, 1930
- Zerbe und Harder, mit einem Vorwort von Werner Hegemann, 1930
- Zweck und Voigt, mit einem Vorwort des Verlages, 1928